# Francisco Pavón Barahona
Francisco Pavón Barahona (castellà: Francisco Pavón)  (Madrid, 9 de gener de 1980) és un futbolista professional madrileny que juga habitualment de defensa central.

## Biografia
Format a les categories inferiors del Reial Madrid, en Paco va debutar a Primera Divisió a la temporada 2001-2002, en un Reial Madrid-Athletic Club amb Vicente del Bosque com a entrenador de l'equip blanc; la bona actuació que va fer en aquell partit i en els següents van permetre la seva continuïtat al primer equip, i no al filial de l'equip madrileny. Al llarg de la seva primera temporada, Pavón jugà 28 partits.
Durant les temporades següents, tot i els constants canvis d'entrenador, es va consagrar com a titular a la defensa madridista, però a partir de la temporada 2004-2005, la seva participació es va anar fent cada vegada més esporàdica. Amb l'arribada de Fabio Capello a la banqueta del Reial Madrid, Pavón va deixar d'aparèixer a les alineacions de l'equip i, de fet, des que l'italià va esdevenir entrenador del Reial Madrid, Francisco Pavón no va jugar ni tan sols un partit de lliga.
El 2007, fitxà pel Reial Saragossa amb la carta de llibertat.

## Palmarès

### Campionats estatals
| Títol               | Club         | Any  |
| ------------------- | ------------ | ---- |
| Supercopa d'Espanya | Reial Madrid | 2001 |
| Lliga espanyola     | Reial Madrid | 2003 |
| Supercopa d'Espanya | Reial Madrid | 2003 |
| Lliga espanyola     | Reial Madrid | 2007 |

### Campionats internacionals
| Títol                 | Equip        | Any  |
| --------------------- | ------------ | ---- |
| Lliga de Campions     | Reial Madrid | 2002 |
| Supercopa d'Europa    | Reial Madrid | 2002 |
| Copa Intercontinental | Reial Madrid | 2002 |